# Newcastle (LGA)
City of Newcastle is een Local Government Area (LGA) in Australië in de staat New South Wales. City of Newcastle telt 154.777 inwoners. De hoofdplaats is Newcastle.